# Droogmansia elongata
Droogmansia elongata är en ärtväxtart som beskrevs av Bernice Giduz Schubert. Droogmansia elongata ingår i släktet Droogmansia och familjen ärtväxter. Inga underarter finns listade i Catalogue of Life.